# Beijing North Star
Beijing North Star (chinesisch 北京北辰实业股份有限公司) ist ein chinesisches Unternehmen mit Sitz in Peking. Das Unternehmen war im Aktienindex SSE 50 gelistet.
Im Juli 2007 kaufte das Unternehmen gemeinsam mit der Beijing Urban Development Group für 9,2 Milliarden Yuan Immobilien in der Stadt Changsha in Südchina.
Zum Unternehmen gehört unter anderem Beijing Continental Grand Hotel & Beijing International Convention Center (BICC).

## Einzelnachweis
1. ↑  ad-hoc-news (Seite nicht mehr abrufbar, festgestellt im März 2023. Suche in Webarchiven)  Info: Der Link wurde automatisch als defekt markiert. Bitte prüfe den Link gemäß Anleitung und entferne dann diesen Hinweis.